# Тома Здравкович
Тома Здравкович (повне ім'я: Томисла́в; нар. 20 листопада 1938 — пом. 30 вересня 1991) — сербський співак, композитор і поет.

## Життєпис
Томислав Здравкович народився 20 листопада 1938 року у містечку Алєксінац, в Королівстві Югославія, в родині Душана і Косани Здравкович. Всього у родині було п'ятеро дітей. Крім Томислава, у подружжя було ще троє синів (Новіца, Александр та Іван) і донька Мір'яна. 
Талант до співу успадкував від батька.
У школі — навчився грати на скрипці і читати по нотах.
Початкову школу закінчив у місті Лесковац. А також — навчався у трирічній текстильній школі (за напрямком в'язання). Кар'єру співака також розпочав у Лесковаці.
Після того, як став популярним, почав виступати в тузлівському готелі «Брістоль». Згодом — продовжив свою кар'єру в готелі «Парк» в Ниші, а потім — у белградському «Градському підрумі», де познайомився з другою дружиною, Міліцею.
Здебільшого сам писав тексти для своїх пісень, переважно вони були автобіографічними — про нерозділене кохання та страждання. Меланхолійну атмосферу в більшості пісень підкреслювали звуки скрипки.
Зловживав алкоголем та азартними іграми.
Жив у США, а потім — у Канаді. 
У 1978 році — повернувся до Югославії. По поверненню — випустив пісню «Я втомився від життя» і знову став найбільш продаваним виконавцем. Знову почав співати у ресторанах і готелях по всій Югославії.
У 1982 році — провів свій перший персональний концерт у белградському Будинку профспілок. Також — знявся у фільмі «Балканський експрес» і в серіалі «Сільський лікар».
Організував кілька концертних турів по Югославії.
Останній концерт дав у Титограді 10 вересня 1991 року, за 20 днів до смерті. Він співав сидячи і наприкінці сказав: «Ваш Тома Здравкович щойно дав свій останній концерт».
Помер 30 вересня 1991 року у Белграді через рак простати, з яким боровся 17 років. Похований на Центральному кладовищі Белграда.

## Особисте життя
Був одружений чотири рази. Перша дружина — Ольга (познайомився в готелі міста Зренянин). 22 листопада 1963 року у пари народилася донька Жаклін (станом на 2020 рік вона жила у Нідерландах і мала двох дітей). Через кілька місяців після народження Жаклін — Тома і Ольга розлучилися.
Друга дружина — Міліца. З нею розлучився у лютому 1970 року.
У 1972 році, під час відпочинку у Будві, закохався в Наду Раданович, з якою дуже швидко одружився. Цей шлюб також тривав недовго.
У Канаді познайомився з Горданою, з якою одружився. В Торонто у пари народився син Александр (станом на 2020 рік він займався музикою і разом із мамою жив у Торонто, де керував музичною студією). З Горданою був разом аж до своєї смерті.

## Вшанування пам'яті
- У 2011 році у Лесковаці Здравковичу встановили пам'ятник.
- 2 жовтня 2023 року у Белграді, у районі Скадарлія, йому теж встановили пам'ятник.
- На будинку у Белграді, де жив співак, встановлено меморіальну дошку.